# Joseph Girgensohn
Gustav Ferdinand Joseph Girgensohn (* 15. Apriljul. / 27. April 1848greg. in Moskau; † 14. Januar 1933 in Berlin-Lichterfelde) war ein deutscher Lehrer und Historiker.

## Leben

### Herkunft und Familie
Joseph Girgensohn entstammte einer baltischen Familie und war ein Sohn des Mediziners Julius Girgensohn (1809–1848) und der Louise Marie, geborene Girgensohn (1816–1914). 
Er vermählte sich 1877 in erster Ehe in Riga mit Mathilde Müller (1859–1886) und in zweiter Ehe 1893 in Wernigerode mit Charlotte Schummer (1869–1941). Aus diesen Ehen gingen eine Tochter und sechs Söhne hervor.

### Werdegang
Girgensohn besuchte die Vorschule und von 1857 bis 1867 das Gymnasium. Er studierte 1867 bis 1872 an der Kaiserlichen Universität Dorpat, Berlin und Göttingen, wo u. a. Vorlesungen von Georg Waitz besuchte und 1872 auf Grund seiner Dissertation zum Dr. phil. graduierte. 
Am Deutsch-Französischen Krieg nahm er als Sanitäter teil. Die Staatsprüfung legte er 1873 in Dorpat ab und war von 1874 bis 1890 Oberlehrer am Stadtgymnasium sowie von 1878 bis 1890 zugleich etatmäßiger Dozent am Polytechnikum zu Riga. Girgensohn war russischer Staatsrat und somit nach der Rangtabelle dem russischen Adel angehörend.
Infolge der Russifizierung der Schulen in den Ostseeprovinzen zog Girgensohn nach Deutschland. Hier war er von 1892 bis 1895 Seminarlehrer in Kammin und Wunstorf, dann bis 1902 als Lehrer am Proxschen Lehrerinnenseminar in Berlin, sowie Dozent an der Humboldt-Akademie. Er war weiterhin von 1902 bis 1906 Inspekteur am Bugenhagen-Alumnat und Lehrer am Königlichen Bugenhagen-Gymnasium in Treptow an der Rega. Von 1906 bis 1819 war er Leiter einer Privatpension in Frankfurt am Main, kehrte für die Jahre 1916 bis 1917 ins Baltikum, nach Mitau zurück und war schließlich seit 1919 Privatlehrer in Berlin. 
Girgensohn war seit 1874 Mitglied, 1875 bis 1878 Sekretär, 1879 bis 1890 Mitdirektor sowie seit 1894 korrespondierendes Mitglied der Gesellschaft für Geschichte und Altertumskunde der Ostseeprovinzen Russlands in Riga. Seit 1887 war er auch korrespondierendes Mitglied der Gelehrten Estnischen Gesellschaft in Dorpat.

## Schriften
Neben zahlreichen einschlägigen Aufsätzen und einigen Herausgeberschaften, verfasste er nachstehende Werke. 
- Kritische Untersuchung über das VII. Buch der Historia Polonica des Dlugosch. Peppmüller, Göttingen 1872 (= Diss. U. Göttingen)
- Dem Gouvernements-Gymnasium zu Mitau zur Feier seines hundertjährigen Bestehens und segensreichen Wirkens am 17. Juni 1875 dargebracht vom Stadt-Gymnasium zu Riga. Häcker, Riga 1875
- Prudentius und die Bertinianischen Annalen. Ein Beitrag zur Quellenkunde des IX. Jahrhunderts. Häcker, Riga 1875
- Leitfaden der allgemeinen Weltgeschichte für die unteren Klassen der baltischen Gymnasien:
  - Theil 1: Alte Geschichte. Kymmel, Riga 1877
  - Theil 2: Das Mittelalter. Mit einem Anhang: Die livländische Geschichte. Kymmel, Riga 1878
  - Theil 3: Die neue Geschichte. Kymmel, Riga 1889
- Bemerkungen über die Erforschung der livländischen Vorgeschichte. Kymmel, Riga 1885
- Das Evangelium in Rußland. Buchhandlung des Evangelischen Bundes, Leipzig 1901
- Die Ostseeprovinzen. Teubner, Leipzig 1916
- Aus der Reformationszeit Alt-Livlands. Neuner, Riga / Steffenhagen, Mitau 1917
- Der Dom zu Riga im Wandel der Zeiten. W. Girgensohn, Berlin-Lichterfelde-Ost 1931